# Pneumatopteris blastophora
Pneumatopteris blastophora är en kärrbräkenväxtart som först beskrevs av Arthur Hugh Garfit Alston, och fick sitt nu gällande namn av Holtt. Pneumatopteris blastophora ingår i släktet Pneumatopteris och familjen Thelypteridaceae. Inga underarter finns listade.